# Ariël Jacobs
Ariël Jacobs es un exfutbolista y entrenador de fútbol belga. Actualmente trabaja como director deportivo del Oud-Heverlee Leuven.

## Carrera como entrenador
Jacobs comenzó su etapa como técnico siendo jugador-entrenador del K Diegem Sport en 1984. Posteriormente fue seleccionador sub-21 de Bélgica, asistente del seleccionador de la absoluta belga y entrenó a otros clubes de su país.
RAA Louviéroise
Al mando del RAA Louviéroise, logró ganar el primer título de Copa de la historia del club.
KSC Lokeren y RE Mouscron
Posteriormente, tuvo dos breves experiencias en los banquillos del KSC Lokeren y del Royal Excelsior Mouscron.
RSC Anderlecht
A finales de 2007, fue nombrado nuevo técnico del RSC Anderlecht, después de haber sido ayudante del destituido Franky Vercauteren. Allí ganó varios títulos, entre ellos dos Ligas. Dejó el cargo tras cuatro años y medio.
FC Copenhague
En junio de 2012, llegó al banquillo del FC Copenhague, logrando proclamarse campeón de la Liga danesa. No obstante, fue destituido en agosto de 2013, tras un pobre comienzo en el campeonato local, sin poder ganar ninguno de los 5 primeros partidos.
Valenciennes FC
El 14 de octubre de 2013, se anuncia su fichaje hasta junio de 2015 por el Valenciennes FC, con el objetivo de lograr la permanencia. Aunque logró mejorar los registros de su predecesor en el banquillo, Daniel Sanchez (pasando de una media de 0,44 a 0,92 puntos/partido); esa reacción no bastó para evitar el descenso. El 11 de julio de 2014, rescinde su contrato con el club "de forma amistosa".

## Clubes

### Como jugador
| Club           | País    | Año       |
| -------------- | ------- | --------- |
| K Diegem Sport | Bélgica | 1972-1975 |
| KSK Halle      | Bélgica | 1975-1980 |
| KFC Diest      | Bélgica | 1980-1984 |
| K Diegem Sport | Bélgica | 1984-1987 |

### Como entrenador
| Club                        | País      | Año       | P   | PG  | PE | PP | % v.  |
| --------------------------- | --------- | --------- | --- | --- | -- | -- | ----- |
| K Diegem Sport              | Bélgica   | 1984-1987 |     |     |    |    |       |
| Selección sub-21 de Bélgica | Bélgica   | 1989-1999 |     |     |    |    |       |
| RWD Molenbeek               | Bélgica   | 1998-2000 |     |     |    |    |       |
| RAA Louviéroise             | Bélgica   | 2001-2004 |     |     |    |    |       |
| KSC Lokeren                 | Bélgica   | 2006      | 11  | 2   | 4  | 5  | 18.18 |
| Royal Excelsior Mouscron    | Bélgica   | 2007      | 14  | 6   | 5  | 3  | 42.86 |
| RSC Anderlecht              | Bélgica   | 2007-2012 | 238 | 146 | 45 | 47 | 61.34 |
| FC Copenhague               | Dinamarca | 2012-2013 | 51  | 24  | 16 | 11 | 47.06 |
| Valenciennes FC             | Francia   | 2013-2014 | 31  | 6   | 7  | 18 | 19.35 |